# Хирага, Мартин Тэцуо
Мартин Тэцуо Хирага (род. 20 января 1945 года, Ханамаки, Япония) — католический прелат, епископ Сендая с 10 декабря 2005 года.

## Биография
16 сентября 1974 года Мартин Тэцуо Хирага был рукоположён в священника.
10 декабря 2005 года Римский папа Бенедикт XVI назначил Мартина Тэцуо Хирагу епископом Сендая. 4 марта 2006 года состоялось рукоположение Мартина Тэцуо Хираги в епископа, которое совершил архиепископ Токио Пётр Такэо Окада в сослужении с епископом Уравы Марцеллином Тайдзи Тани и епископом Ниигаты Тарцизием Исао Кикути.